# 시바이

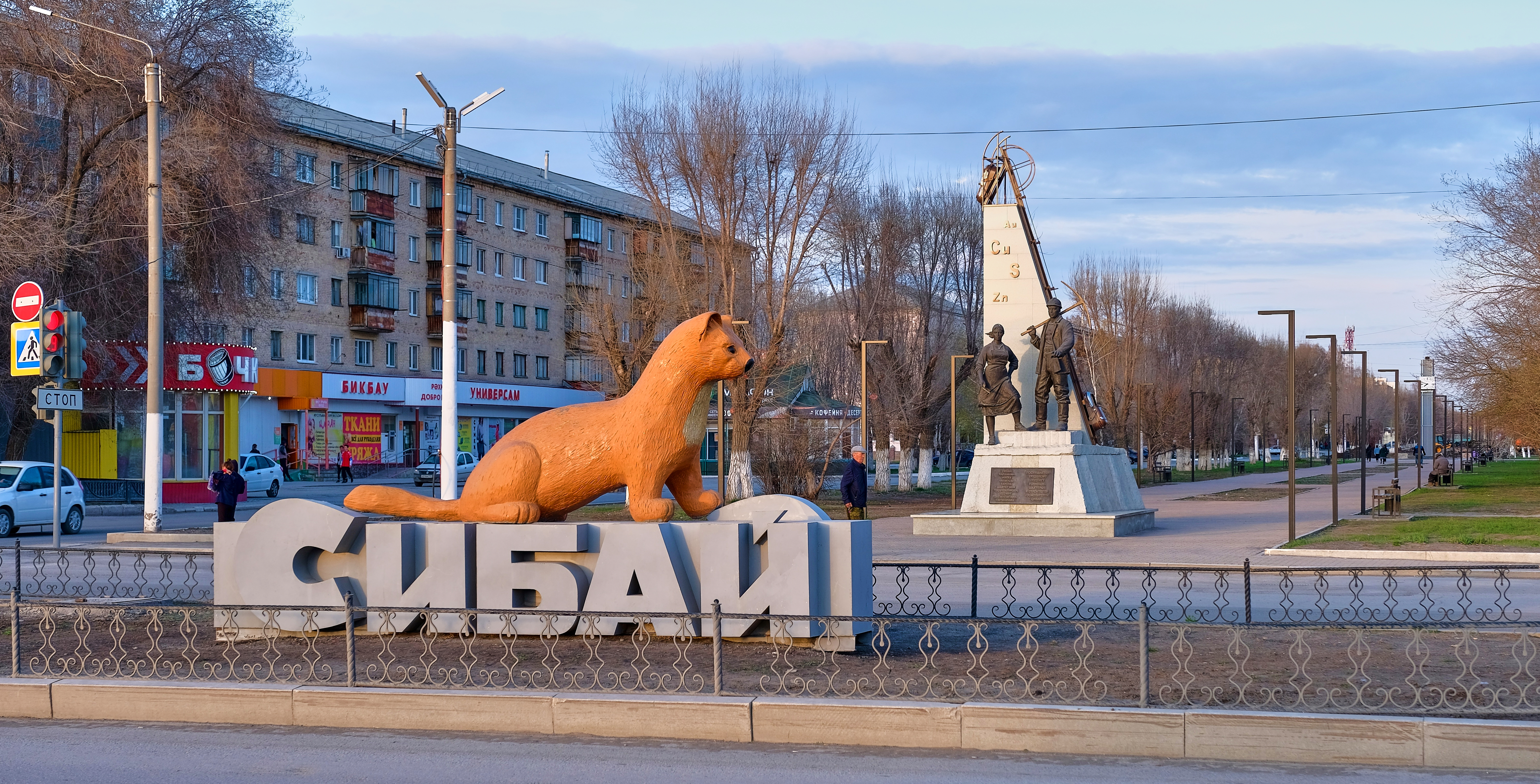

시바이(러시아어: Сибай, 바시키르어: Сибай)는 러시아 바시키르 공화국 바이막스키 군에 속한 도시이다. 인구는 5만9,100명(2003년)이다.
우랄산맥에서 가깝고 우파에서 464km지점에, 마그니토고르스크에서 95km지점에 위치해 있다.